# 2025년 리스베리스카 학교 총기 난사 사건
2025년 2월 4일, 스웨덴 외레브로의 성인교육기관인 캠퍼스 리스베리스카에서 총기 난사 사건이 발생했다. 범인을 포함해 11명이 사망했고 6명이 부상을 입었다. 범인은 35세의 리카르드 안데르손으로 확인됐으나, 범행 동기는 여전히 스웨덴 경찰청과 스웨덴 보안국의 수사 중에 있다. 6명이 입원했으며, 당국은 사상자가 더 늘어날 수 있다고 경고했다. 울프 크리스테르손 스웨덴 총리는 이번 사건이 스웨덴 역사상 가장 많은 사상자를 낸 총기 난사 사건이라고 밝혔다.

## 배경
캠퍼스 리스베리스카는 초등학교나 중등학교를 마치지 못한 사람들이 주로 다니는 성인교육(콤북스) 기관이다. 스웨덴 중부 외레브로에 위치한 이 학교는 여러 교육기관과 캠퍼스를 공유하고 있다. 당시 김나지움 수준의 과정을 제공하는 이 학교에는 약 2,000명의 성인 학생이 등록되어 있었다.

## 총격 사건
경찰은 중부유럽 표준시 12시 33분경에 출동 요청을 받았다. 학교 교사 2명은 《다겐스 뉘헤테르》와의 인터뷰에서 복도에서 총성이 들린 후 30분간 침묵이 이어졌고, 그 후 다시 총격이 있었다고 말했다. 총격 사건 발생 후 약 130명의 경찰관이 학교에 파견되었다.
경찰에 따르면 수색 중에도 현장에서 총격이 계속되었다. 경찰은 범인을 발견하거나 대치하지 않았으며, 범인은 최초 신고 1시간 후 시신으로 발견되었다.
학교 교사인 마리아 페가도는 총성을 듣고 15명의 학생들과 함께 복도를 통해 탈출했다고 전했다. 교장 잉엘라 벡 구스타프손은 식사 중이었을 때 학생들이 달려와 대피하라고 알렸고, 근처 중고품 상점인 뮈로르나의 교직원실에서 다른 사람들과 함께 피신했다. 또 다른 교사인 레나 바렌마르크는 전국단위 시험이 끝난 후 많은 학생들이 귀가한 상태여서 평소보다 건물 내 학생 수가 적었다고 말했다.
스웨덴 경찰청은 추정 범인이 단독 범행을 한 것으로 보이며, 총격 사건에서 사망한 것으로 확인됐다고 밝혔다. 로베르토 에이드 포레스트 지역 경찰서장은 범인이 자살한 것으로 보인다고 말했다. 스베리예스 라디오는 경찰 수사를 인용해 자동화기가 사용됐다고 보도했다. 범인의 시신 옆에서 브라우닝 BAR 롱트랙 30-06, 윈체스터 1300, 모스버그 590A1 등 3정의 총기와 루거 10/22 소총, 10개의 빈 탄창, 그리고 다량의 미사용 실탄이 발견되었다. 《아프톤블라데트》는 범인이 기타 케이스에 무기를 숨겨 학교로 반입한 뒤 학교 화장실에서 군복 스타일의 복장으로 갈아입고 총격을 감행했다고 보도했다.
경찰은 곧바로 현장을 봉쇄했다. 외레브로의 의료진을 지원하기 위해 쇠데르만란드주와 베스트만란드주에서 구급차가 파견되었고, 베름란드주에서는 혈액을 지원했다. 또한 베름란드와 달라르나주에서 경찰 증원 병력이 투입되었다.

## 사상자
범인을 포함해 11명이 사망했다. 6명이 외레브로 대학병원으로 이송되었는데, 이 중 5명은 총상을 입었으며 생명이 위독한 상태였다. 사망자는 여성 7명과 남성 3명으로, 연령대는 28세에서 68세 사이였다.
화재 신고는 없었음에도 6명의 경찰관이 연기 흡입으로 치료를 받았다. 당국은 연기의 원인을 즉시 파악하지 못했다.
보스니아 헤르체고비나 국적자 1명이 사망하고 1명이 부상을 입었다. 현장에서 발견된 사망자는 여성 자원봉사자였고, 부상자는 남성 관리인이었다. 이 남성은 중상을 입었으나 생명에는 지장이 없었다. 두 피해자 모두 투즐라 출신이었다.
시리아 출신의 28세 동방정교회 신자도 사망자 중 한 명으로 확인됐다. 이 피해자는 아버지가 이슬람 국가(IS)에 의해 살해된 후 2015년 스웨덴에 도착했다. 다른 시리아 국적자들도 사망자 중에 포함된 것으로 추정된다.

## 범인
총격 다음 날, 범인은 1989년 8월 10일생인 35세의 리카르드 안데르손으로 확인됐다. 안데르손은 평생 외레브로에서 살았으며 캠퍼스 리스베리스카에 등록했었으나 2021년 가장 최근의 과정을 중단했다. 경찰이 급습했을 때 그의 거주지는 바리케이드가 설치되어 있었다. TV4는 안데르손이 총기 면허를 소지하고 있었으며 전과가 없었다고 보도했다. 또한 은둔 생활을 하며 실업 상태였던 것으로 전해졌다. 경찰은 처음에 범인에게 "이념적 동기가 없었다"는 모든 정황이 있다고 밝혔다. 2월 6일, 경찰 수사를 지휘하는 안나 베리크비스트는 이 발표를 수정하는 듯한 발언을 했다. "우리는 여러 동기를 조사하고 있으며 확인되는 대로 발표하겠다"고 말했다.
총격 사건 직후 소셜 미디어에서는 범인의 신원에 대한 추측이 이어졌고, 이로 인해 일부 사람들이 잘못 지목되기도 했다. 경찰은 확인되지 않은 정보를 퍼뜨리지 말 것을 시민들에게 당부했다.

## 후속 조치
인근 학교들은 봉쇄되었고, 경찰은 시민들에게 현장에 접근하지 말 것을 지시했다. 외레브로 시청은 하가 교회에 위기 센터를 설치하는 등 총격 사건 이후 지원에 나섰다. 외레브로 모스크도 2월 4일 저녁에 문을 열어 지원을 제공했다.
2월 5일, 스웨덴의 칼 16세 구스타프 국왕과 실비아 왕비가 외레브로를 방문해 총격 현장 근처에 헌화했다. 페트라 룬드 국가경찰청장은 "경찰은 총기 면허 처리에 관한 절차와 지침을 검토할 필요가 있다"고 밝혔다.
2월 6일, 울프 크리스테르손 총리는 릭스다그의 모든 정당 대표들을 내각 회의에 초청했으며, 회의에서는 희생자들을 위한 1분간의 묵념이 진행되었다.

## 반응
울프 크리스테르손 스웨덴 총리는 소셜 미디어를 통해 "스웨덴 전체가 매우 고통스러운 날"이라고 언급하며 총격 사건에 대한 수사를 촉구했다. 군나르 스트뢰메르 법무부 장관은 이번 총격을 "스웨덴 역사상 최악의 총격 사건 중 하나"라고 평가했다. 칼 16세 구스타프 국왕을 비롯해 지역 정치인들과 세계 지도자들이 조의를 표명했다. 덴마크의 프레데리크 10세 국왕, 노르웨이의 하랄 5세 국왕, 우르줄라 폰데어라이엔 유럽 연합 집행위원장, 요나스 가르 스퇴레 노르웨이 총리도 조의를 전했다.
로베르토 에이드 포레스트 지역 경찰서장은 현장을 "끔찍하고 예외적인" 상황이자 "악몽"이라고 표현했다. 2월 5일에는 모든 정부 기관과 왕궁의 국기가 조기로 게양되었다. 2월 6일 스웨덴 축구 협회는 예정된 국제 경기를 희생자들을 위한 묵념으로 시작하겠다고 밝혔다.
덴마크 법무부는 총격 사건 희생자들을 추모하는 의미에서 2월 5일과 6일에 예정되었던 메리 왕비와 마리 공주의 생일 기념 국기 게양을 취소한다고 발표했다.
2월 5일 밤, 외레순 다리는 희생자들을 기리기 위해 스웨덴 국기의 색으로 점등되었다.
총격 다음 날인 2월 5일, 외레브로의 성 니콜라이 교회에서 추모식이 거행되었다. 국왕과 왕비, 총리와 정부 대표들, 그리고 주요 정당의 여러 대표들이 의식에 참석했다.
2월 7일, 스웨덴 정부와 스웨덴 민주당은 AR-15와 같은 반자동 무기에 대한 접근 제한을 포함한 더 엄격한 총기 규제안을 통과시키겠다는 계획을 발표했다.